# Neopachylus
Neopachylus is een geslacht van hooiwagens uit de familie Gonyleptidae.
De wetenschappelijke naam Neopachylus is voor het eerst geldig gepubliceerd door Roewer in 1913. 

## Soorten
Neopachylus omvat de volgende 9 soorten:
- Neopachylus bellicosus
- Neopachylus herteli
- Neopachylus imaguirei
- Neopachylus incertus
- Neopachylus mamillosus
- Neopachylus marginatus
- Neopachylus nebulosus
- Neopachylus serrinha
- Neopachylus taioensis